# 海塔洪·塔西罗夫
海塔洪·塔西罗夫（Хайтахун Таширов，1902年3月15日—1963年2月10日），东干人，吉尔吉斯斯坦集体耕作运动发起人之一，奥什州“克孜尔·沙尔克”（乌兹别克语，意为“红色东方”）集体农庄主席，“社会主义劳动英雄”头衔获得者（1951年，1957年）。

## 名字
海塔洪·塔西罗夫的东干名字是艾迪子（艾迪为阿拉伯语，意为“节日”），“海塔洪”解作艾依提（节日）+阿訇；姓氏“塔西罗夫”取自父名“塔西子”，“塔西”即“塔黑尔”。

## 生平
生于吉尔吉斯斯坦奥什州卡拉苏区阿恰麻扎（Ача-Мазар）村。自1937年开始担任克孜尔沙尔克集体农庄的主席，该农庄以高产棉花闻名，1950年至1960年期间，棉花的平均产量达到每公顷30-40公担。
1944年加入苏联共产党，曾任吉尔吉斯苏维埃社会主义共和国第五届最高苏维埃代表，吉尔吉斯共产党第十一届代表大会代表。
于1963年2月10日死于克孜尔沙尔克，在他死后，该农庄改名为塔西罗夫。

## 荣誉
- 社会主义劳动英雄头衔两次：1951年3月20日和1957年2月15日，因棉产量高。
- 列宁勋章两枚。